# Société d'exploitation de la tour Eiffel

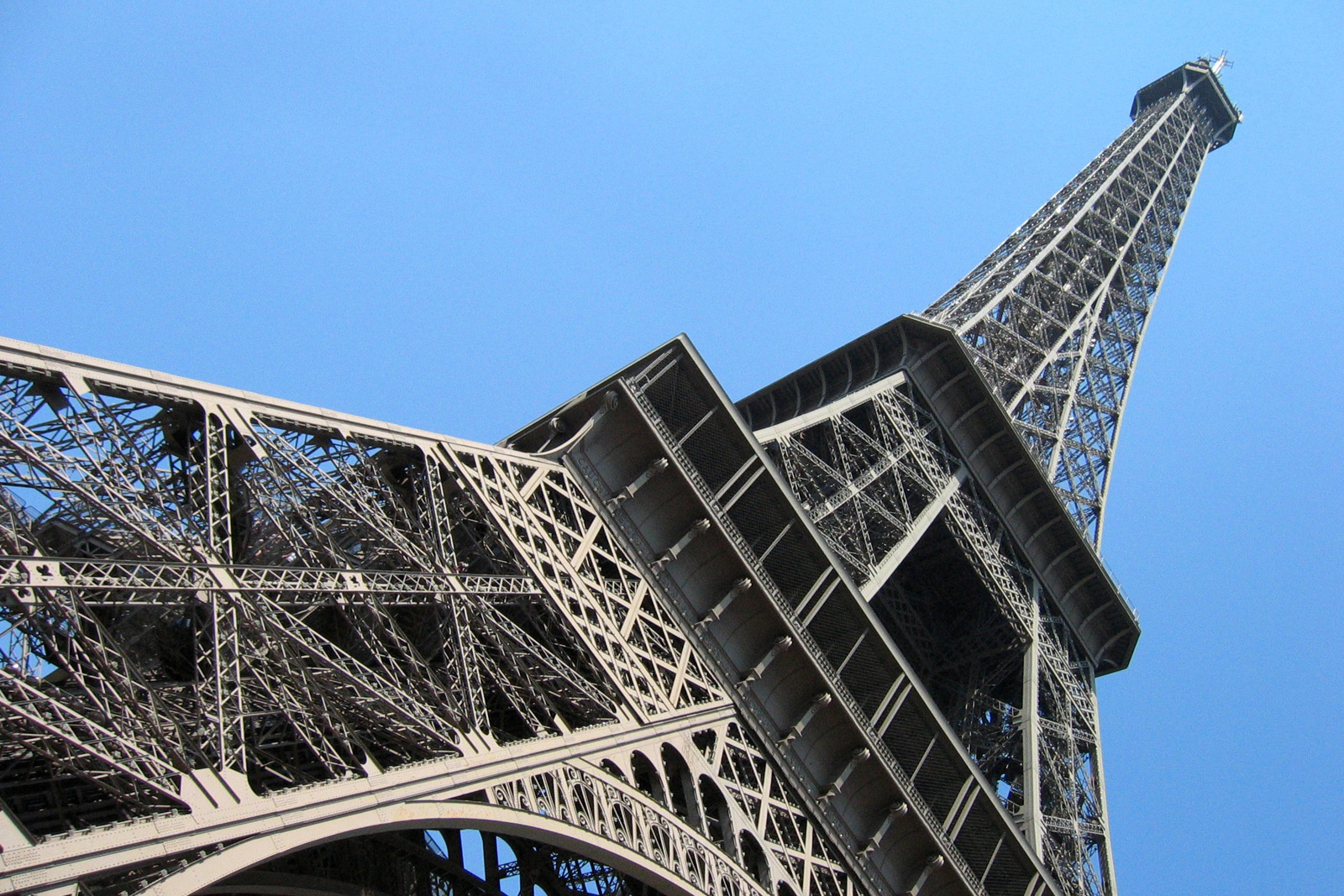
La Tour Eiffel.

La Société d'exploitation de la tour Eiffel (SETE), créée le 13 décembre 2005, est la société publique locale (SPL) chargée de l'exploitation de la tour Eiffel à Paris, un site touristique français important et le monument payant le plus visité au monde avec près de 7 millions de visiteurs chaque année.

## Histoire
Propriété de la Ville de Paris dès sa construction, la tour Eiffel a été exploitée jusqu'en 1979 par la Société de la Tour Eiffel (STE), structure fondée par Gustave Eiffel. À l'expiration de sa concession, la Société de la Tour Eiffel reste une « coquille vide » financière pendant deux décennies, avant de prendre la forme d'une société d'investissement immobilier cotée en 2004 (année de création de ce statut). Elle continue d'opérer sous ce nom bien que n'ayant plus de lien avec le monument.
De 1980 à 2005, l'exploitation de la tour était assurée par la Société nouvelle d’exploitation de la tour Eiffel (SNTE).  Le 1er janvier 2006, la Ville de Paris confie la gestion du monument dans le cadre d'une délégation de service public, à la SETE. La Société d'exploitation de la tour Eiffel (SETE) est alors une société anonyme d'économie mixte locale créée par la Ville de Paris avec 6 partenaires privés et publics.
Fin 2014, le SETE change de fournisseur d'électricité, abandonnant l'allemand E.ON pour le français Gaz Électricité de Grenoble (GEG). Le contrat est de deux ans et la facture est évaluée à 500 000 euros. GEG offre la perspective d'une énergie plus propre, 100 % renouvelable.
En 2016, la SETE change de forme juridique pour devenir une société publique locale détenue à 60 % par la Ville de Paris et à 40 % par le Département de Paris.
En 2020, la SETE est détenue à 99 % par la Ville de Paris (la ville et le département ont été unifiés le 1er janvier 2019) et 1 % par la Métropole du Grand Paris.

## Activité
La SETE a pour responsabilité l'entretien et le maintien de la modernité du monument et de ses installations, de veiller à la qualité des services et à la sécurité des visiteurs, d'améliorer les conditions d’accueil, l’accès à l’édifice et la gestion des flux de visites, de réaliser le plan de renouvellement et de modernisation des espaces et des équipements, de créer des animations concourant au renom, au prestige et à l’animation touristique et culturelle de Paris, et de valoriser l’exploitation de l’image de la Tour. La SETE est responsable du monument (sauf les antennes TDF), des locaux annexes, des ascenseurs de la tour, des droits de propriété intellectuelle, commerciale, industrielle, de ses archives et de ses biens d'exploitation.
Sur place, plusieurs sous-concessionnaires étendent les activités qui gravitent autour du monument :
- SCSC (Relay), gère les points de vente de souvenirs.
- L'Affiche (Sodexo) et le groupe Alain Ducasse gèrent les 3 buffets et les 2 restaurants (58 Tour Eiffel et le Jules Verne).
- Wika est l'exploitant des longues vues.
- BNP Paribas est l'exploitant des distributeurs automatiques de billets.
- Les sociétés Cultival et La Fabrique à Spectacles assurent les visites des coulisses de la tour Eiffel.

D'autres entités occupent également les lieux :
- La Préfecture de Police de Paris
- La Brigade des sapeurs-pompiers de Paris
- TDF
- L’institut de radioprotection et de sûreté nucléaire
- Météo-France
- Airparif

## Actionnariat
- La SETE est devenue une "Société Publique Locale (SPL)", avec un actionnariat à 100 % public. La Ville de Paris en détient 99 % et le Grand Paris, 1 %[8].